# Olle Ohlson
Olle Ohlson, född den 5 juli 1922 i Karlstad, död den 4 oktober 2013 i Göteborg, var en svensk författare.
Ohlson har varit lagerarbetare, annonschef, extra folkskollärare och reklamman. Han var TV-krönikör i Nya Wermlandstidningen 1957–1966.